# Kloster Adersleben
Das Kloster Adersleben war ein Zisterzienserinnenkloster in der kleinen Ortschaft Adersleben, dem heutigen Ortsteil von Wegeleben im Landkreis Harz in Sachsen-Anhalt. Die Kirche dient heute als katholische Filialkirche der Pfarrei St. Burchard in Halberstadt.

## Geschichte
Nachdem die Ortskirche in Adersleben 1216 an das Burchardikloster in Halberstadt übergegangen war, förderten die dortigen Mönche die Anlegung eines Zisterziensernonnenklosters, das am 6. Dezember 1260 durch Volrad von Kranichfeld, Bischof des Bistums Halberstadt, dem Heiligen Nikolaus geweiht wurde. Die Bestätigung des Klosters erfolgte 1267 durch Bischof Volrad. Bis 1270 blieb das Kloster Adersleben ein vom Burchardikloster anhängiger Konvent, als Klosterkirche wurde die bereits vorhandene Dorfkirche genutzt.
1270, nach anderer Quelle 1276, wurde die Ortskirche in das Kloster inkorporiert und später der gesamte Ort und die dort lebenden Bauern dem Kloster durch Kauf übertragen. In der folgenden Zeit blühte das Kloster auf. Das Dorf Adersleben wurde 1445 als Wüstung bezeichnet.
Das Kloster war zur Versorgung würdiger gebrechlicher Jungfrauen bestimmt.
Im Bauernkrieg wurde die Klosteranlage 1525 geplündert und die Kirche zerstört. Im Schmalkaldischen Krieg wurde das Kloster vom protestantischen Kurfürst Johann Friedrich I. 1547 abermals ausgeplündert.
Die Reformation überstand das Kloster Adersleben als katholisches Kloster. Im Dreißigjährigen Krieg wurde das Kloster 1631 von schwedischen Besatzern beschlagnahmt. Das Kloster erlebte bis zum Westfälischen Frieden 1648 eine Zeit des Niedergangs.

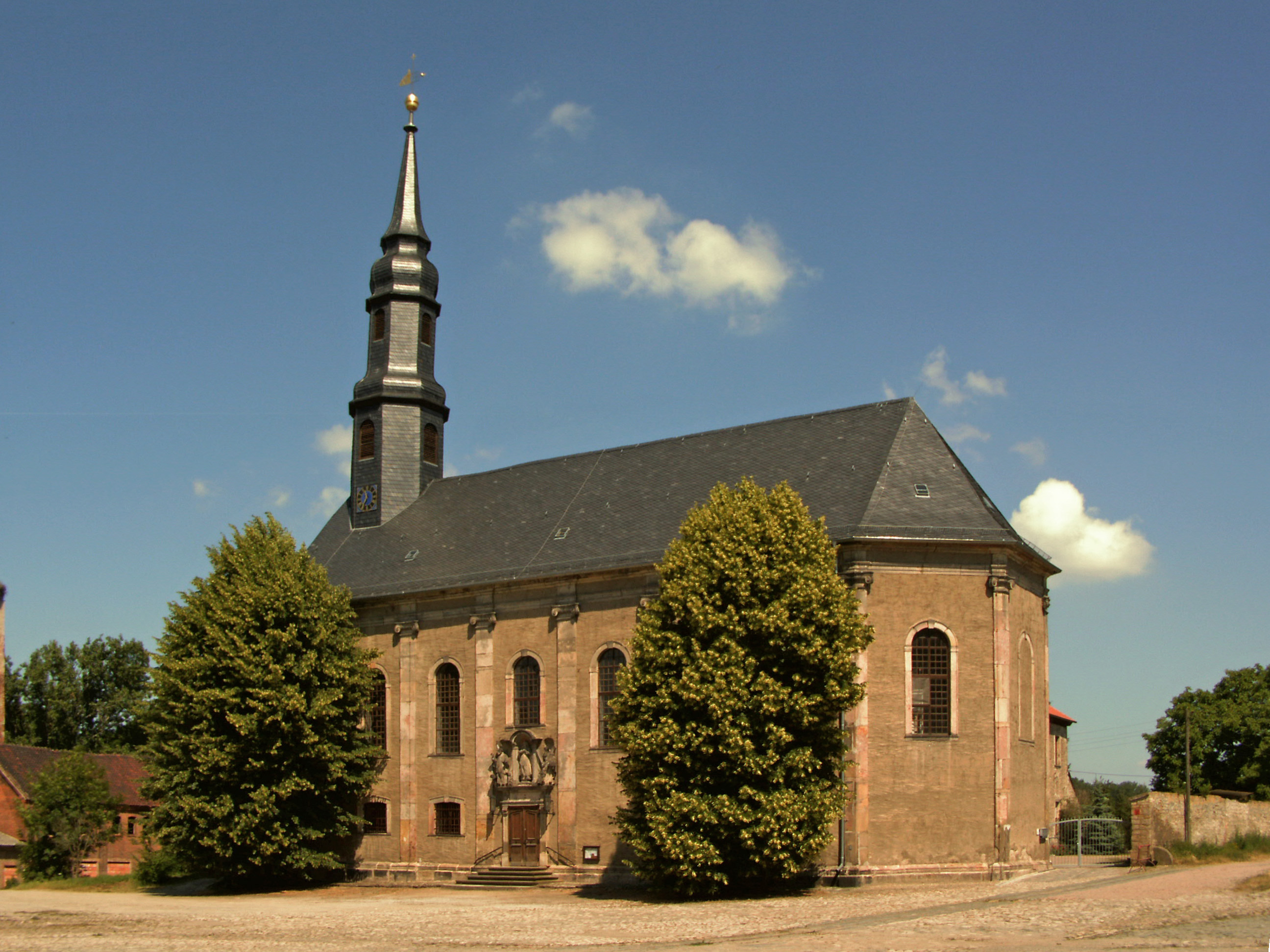
St.-Nikolaus-Kirche

Erst in den Jahrzehnten nach dem Friedensschluss wurden die Klostergebäude und die Kirche wieder aufgebaut. Von 1752 bis 1757 erfolgte der Bau der heutigen, dem Heiligen Nikolaus geweihten Kirche. Beachtenswert sind in der Kirche der barocke Hochaltar von 1794 und zwei Nebenaltäre sowie die Orgel mit 24 Registern aus dem Jahre 1755.
In der Franzosenzeit wurde das Kloster 1809 durch die Beschlüsse des Königreichs Westphalen aufgehoben, Humbelina Schleißner war die letzte Äbtissin des Klosters. Die Klostergebäude wurden an Privatpersonen verkauft, die Klosterkirche der katholischen Pfarrgemeinde als Pfarrkirche überlassen. Der Klostergeistliche Franz Lange wurde nach der Säkularisation erster Pfarrer der Pfarrei Adersleben.
Die Klostergebäude wurden 1866 vom preußischen Staat zurückerworben, der hier eine Staatsdomäne anlegte. Von den historischen Gebäuden sind heute kaum noch Reste erhalten. 136 Urkunden des Klosters Adersleben aus der Zeit von 1259 bis 1673 sind im Landesarchiv Sachsen-Anhalt überliefert.
Im Nationalsozialismus wurde die katholische Schule 1939 aufgelöst. Zum Ende des Zweiten Weltkriegs erreichten US-amerikanische Truppen am 11. April 1945 das Kloster und belegten das Hauptgebäude. Am 18. Mai 1945 wurden sie von britischen Einheiten abgelöst, und am 1. Juli 1945 kam Adersleben unter sowjetische Besatzung. Die letzten Pächter der Domäne, die Familie Meyer, war vor dem Einmarsch der Sowjets nach Westdeutschland geflüchtet.
Bereits ab Anfang 1945 wurden in ehemaligen Klostergebäuden Heimatvertriebene untergebracht, die durch die Flucht und Vertreibung Deutscher aus Mittel- und Osteuropa 1945–1950 in den Raum Adersleben gekommen waren. Im Zuge der in der Sowjetischen Besatzungszone durchgeführten Bodenreform wurden die Kirche und der Ostflügel des ehemaligen Klosters 1946 der katholischen Gemeinde als Eigentum übertragen. In der DDR erfolgte 1953 in einem Gebäude des ehemaligen Klosters die Einrichtung eines Kindergartens, der bis 1996 bestand. 1954 wurde von der katholischen Pfarrei eine Werktagskapelle eingerichtet, die 1988 abgerissen wurde.

### Pfarrei
Die dem Kloster Adersleben inkorporierte katholische Pfarrei Adersleben blieb auch nach der im Zuge der Säkularisation erfolgten Auflösung des Klosters 1809 weiter bestehen. Das Dekanat Halberstadt wurde 1867 gegründet, ihm wurde die Pfarrei Adersleben angeschlossen.
Die einzige Ausgründung aus der Pfarrei Adersleben war die Kirchengemeinde Gröningen, die im Jahr 1900 gegründet und 1954 zur selbstständigen Pfarrei erhoben wurde. 1905/06 wurde dort die St.-Liborius-Kirche erbaut.
2006 wurde im Bistum Magdeburg der Gemeindeverbund Halberstadt – Adersleben – Gröningen gegründet, zu dem von da an die Pfarrei Adersleben gehörte. Damals gehörten zur Pfarrei Adersleben rund 230 Katholiken.
Am 18. Oktober 2009 entstand aus dem Gemeindeverbund Halberstadt – Adersleben – Gröningen die heutige Pfarrei St. Burchard in Halberstadt, zu der neben der St.-Nikolaus-Kirche in Adersleben auch die St.-Liborius-Kirche in Gröningen sowie die Kirchen St. Andreas und St. Katharina und Barbara in Halberstadt gehören. Die Pfarrei Adersleben wurde in diesem Zusammenhang aufgelöst.